# Hugo Johannes
Hugo August Nathanael Johannes (* 6. November 1831 in Magdeburg; † 6. Februar 1907 in Charlottenburg) war ein deutscher Generalmajor der Kaiserlichen Marine.

## Leben

### Herkunft
Hugo war ein Sohn des preußischen Oberst Karl Johannes (1800–1860) und dessen Ehefrau Louise, geborene Engelbrecht. Der preußische Generalleutnant Alexander Johannes (1834–1903) war sein jüngerer Bruder.

### Militärkarriere
Nach dem Besuch des Kadettenkorps wurde Johannes am 1. April 1848 als charakterisierter Portepeefähnrich dem Garde-Reserve-Infanterie-Regiment der Preußischen Armee überwiesen. Er avancierte bis Ende Oktober 1849 zum Sekondeleutnant und wurde Mitte Juli 1852 in das Füsilier-Bataillon des 17. Infanterie-Regiments nach Düsseldorf versetzt. Aufgrund von ehrengerichtlichen Erkenntnissen musste er seinen Abschied nehmen und zum 16. Juni 1853 mit der gesetzlichen Pension verabschiedet.
Am 9. November 1854 trat er als Portepeefähnrich im 16. Infanterie-Regiment wieder in die Armee ein. Mit einem Patent vom 10. März 1852 erfolgte am 5. April 1855 unter Beförderung zum Sekondeleutnant seine Versetzung in das 15. Infanterie-Regiment. 1857/58 diente er als Adjutant des II. Bataillons. Anfang Mai 1859 folgte seine Versetzung in das 29. Infanterie-Regiment und Ende des Monats seine Beförderung zum Premierleutnant. Unter Beförderung zum Hauptmann wurde Johannes am 9. Januar 1864 als Kompaniechef in das 4. Magdeburgische Infanterie-Regiment Nr. 67 versetzt. Im Krieg gegen Österreich führte er 1866 die 9. Kompanie bei Münchengrätz, wurde bei Königgrätz am linken Bein verwundet und mit dem Roten Adlerorden IV. Kasse mit Schwertern ausgezeichnet.
Im Krieg gegen Frankreich führte Johannes 1870 seine Kompanie in der Schlacht bei Gravelotte, in dessen Verlauf er durch einen Schuss in den rechten Unterschenkel schwer verwundet wurde. Er erhielt das Eiserne Kreuz II. Klasse und wurde Ende Dezember 1870 unter Beförderung zum Major seinem Regiment aggregiert. In gleicher Eigenschaft war Johannes vom 1. Januar 1872 bis zum 14. Dezember 1873 im 3. Hessischen Infanterie-Regiment Nr. 83 in Kassel tätig. Anschließend wurde er unter Stellung à la suite des Regiments auf den Etat der Kaiserlichen Marine überwiesen und zur Dienstleistung als Dezernent bei der Admiralität kommandiert. Unter Belassung in diesem Kommando und unter Verleihung des Charakters als Oberstleutnant wurde er am 4. April 1876 mit der gesetzlichen Pension zur Disposition gestellt. 
Am 20. April 1876 wurde Johannes reaktiviert und unter Stellung à la suite der Kaiserlichen Marine mit der Berechtigung zum Tragen der Uniform des Seebataillons als Dezernent für allgemeine militärische Fragen bei der Admiralität verwendet. Ende September 1876 erhielt er das Patent zu seinem Dienstgrad und ein Jahr später wurde ihm der Rang und die Gebührnisse eines Regimentskommandeurs verliehen. Ab 1880 war er als Dezernent für Ersatz- und Invaliditätsangelegenheiten tätig. Johannes stieg am 16. September 1881 zum Oberst auf und erhielt anlässlich des Ordensfestes im Januar 1883 den Roten Adlerorden III. Klasse mit der Schleife und Schwertern am Ringe. Ab Mitte Mai 1883 wirkte er zugleich auch als Mitglied der Lebensversicherungsanstalt für die Armee und Marine. Unter Verleihung des Charakters als Generalmajor wurde Johannes in Genehmigung seines Abschiedsgesuches am 19. Januar 1886 mit der gesetzlichen Pension zur Disposition gestellt. Am 17. Dezember 1889 wurde ihm der nachgesuchte Abschied mit seiner bisherigen Pension bewilligt.
Sein Sohn Kurt (1864–1913) diente als Oberstleutnant in der Schutztruppe für Deutsch-Ostafrika.